# Chocangacakha jezik
Chocangacakha jezik (kursmadkha, maphekha, rtsamangpa’ikha, tsagkaglingpa’ikha; ISO 639-3: cgk), sinotibetski jezik uže himalajske skupine, kojim govori 20 000 ljudi (Van Driem 1993) u butanskim distriktima Mongar i Lhuntsi.
Srodan je jeziku dzongkha [dzo] s kojim uz još deset drugih jezika čini južnotibetansku podskupinu tibetskih jezika.
Etnička grupa poznata je pod imenom Matpa.

## Vanjske poveznice
- Ethnologue (14th)
- Ethnologue (15th)